# Ex quo primum
Ex quo primum è una enciclica di papa Benedetto XIV, datata 1º marzo 1756, con la quale il Pontefice invita tutti i Greci di rito orientale ad usare la nuova edizione dell'Eucologio, cioè del libro liturgico della Chiesa Greca corrispondente al Rituale, al Pontificale e al Sacramentale della Chiesa Latina riuniti in uno. Il nuovo testo, pubblicato nel 1754 a cura della Congregazione di Propaganda Fide, è costato un lungo ed impegnativo lavoro, sul quale Benedetto XIV si diffonde minuziosamente con testi e documenti.

## Fonte
- Tutte le encicliche e i principali documenti pontifici emanati dal 1740. 250 anni di storia visti dalla Santa Sede, a cura di Ugo Bellocci. Vol. I: Benedetto XIV (1740-1758), Libreria Editrice Vaticana, Città del Vaticano 1993